# Ледоразбивачът
„Ледоразбивачът“ (на руски: „Ледокол“) е трилогия, най-известното произведение на Виктор Суворов.
В нея авторът развива тезата си за превантивната война на Третия райх срещу СССР. Писана е през 1968 – 1981 г. До 1985 г. всички издатели отказват нейното публикуване. За първи път са публикувани частично извадки от произведението през 1985 – 1986 г. През 1989 г. излиза за първи път в пълен обем на немски, през 1992 г. на руски, а на български през 1996 г.